# 杨顺 (传教士)
杨顺（英語：Stephen Johnson，平話字：Iòng-sông，1803年4月15日—1886年），又名詹思文，是美国公理会差会派往中国福州的先锋传教士。
1803年4月15日，杨顺生於美国康乃狄克州新伦敦县格利斯沃。1827年，他毕业于阿默斯特学院，1829-1832年就读于奥本神学院。
1833年，杨顺受美国公理会差会派遣，前往暹罗曼谷，向当地来自福建省的华人移民传教，学会福建方言。1846年，他前往中国福州传教，1847年1月2日到达福州，为抵达该市的第一位新教传教士。但是他发现福州方言与他在曼谷学到的福建方言大为不同。他先在中洲租屋居住，他认为这是一个富有潜力的传教中心，建议美国公理会差会迅速增援力量。几个月后曾经在暹罗同工的弼利民（Lyman Birt Peet）夫妇来到福州与他会合。
杨顺在福州传教将近6年后，由于健康原因被迫于1853年返回美国。1886年在纽约州哥弗奴去世。